# Suezichthys caudavittatus
Suezichthys caudavittatus là một loài cá biển thuộc chi Suezichthys trong họ Cá bàng chài. Loài này được mô tả lần đầu tiên vào năm 1898.

## Từ nguyên
Từ định danh của loài cá này được ghép bởi hai từ trong tiếng Latinh, cauda: "đuôi" và vittatus: "có dải sọc", hàm ý đề cập đến dải chéo sẫm màu ở nửa trên của vây đuôi của chúng.

## Phạm vi phân bố và môi trường sống
S. caudavittatus có phạm vi phân bố ở Tây Bắc Ấn Độ Dương. Loài này được ghi nhận tại những vùng biển bao quanh bán đảo Ả Rập, là Biển Đỏ; vịnh Ba Tư trải dài đến vịnh Oman; bờ biển Ả Rập thuộc Oman và Yemen; và từ vịnh Aden trải dài đến Bắc Somalia và Socotra.
Chúng sống gần các rạn san hô trên nền đáy cát ở độ sâu khoảng từ 25 đến 150 m; cá trưởng thành có xu hướng sống ở vùng nước sâu.

## Mô tả
S. caudavittatus có chiều dài cơ thể tối đa được ghi nhận là 12 cm. Cá đực trưởng thành có màu đỏ phớt hồng, riêng vùng bụng có màu xám ánh bạc. Nửa dưới của vây lưng có màu tím nhạt, hơi xám. Có các hàng vảy trên má: 2 hàng ở sau mắt và 3 hàng ở dưới mắt, cũng như 5–6 vảy ở trước vây lưng. Không có vảy ở gốc vây lưng và vây hậu môn. Vảy trên cơ thể lớn. Nửa đuôi trên có một dải sọc chéo sẫm màu. Vây lưng có đốm đen ở hai màng vây bao lấy 3 tia gai đầu tiên. Màu sắc của cá cái không được biết đến.
Số gai ở vây lưng: 9; Số tia vây ở vây lưng: 11; Số gai ở vây hậu môn: 3; Số tia vây ở vây hậu môn: 10; Số gai ở vây bụng: 1; Số tia vây ở vây bụng: 5; Số tia vây ở vây ngực: 13; Số vảy đường bên: 25; Số đốt sống: 25.